# Karl Matthias von Lepel
Karl Matthias von Lepel (* 24. Dezember 1704; † 1766) war ein preußischer Major.

## Leben

### Herkunft
Karl Matthias war Angehöriger des pommerschen Adelsgeschlechts von Lepel. Seine Eltern waren der pommersche Landrat sowie Erbherr auf Netzelkow und Lütow Caspar Mathias von Lepel (1660–1723) und Eleonore Agnes von Klinckowström aus dem Hause Engelswarth (1680–1720).

### Werdegang
Lepel nahm als Flügeladjutant und Kommandeur eines Grenadierbataillons, welches 1744 aus je zwei Kompanien der Regimenter Nr. 7 und Nr. 30 bzw. 1744 bis 1745 „Jung-Bornstedt“ und „Alt-Woldeck“ zusammengesetzt war, am 2. Schlesischen Krieg teil. Im Jahre 1746 wurde er mit dem Orden Pour le Mérite ausgezeichnet. Seinen Abschied hat er 1747 erhalten.
Er war aus väterlichem Erbe Herr auf Netzelkow und seit 1727 auch im Besitz von Görmitz. 1744 erwarb er zudem die ausstehenden Anteile am Gut Neuendorf und Lütow von Bruder Carl Albrecht. Alle Güter auf dem Gnitz wurden zusammen 1753 in der Familie, in diesem Falle Joachim Friedrich (1712–1784) weiter veräußert.
In seinem letzten Lebensjahr stand er wegen geistiger Verwirrung unter Sachwalterschaft (Kuratel).

### Familie
Lepel vermählte sich in erster Ehe 1747 (geschieden vor 1754) mit Sophie Dorothea von Kleist (1728–1811). Eine zweite Ehe hatte er mit Eva Sophie von Ramin geschlossen. Aus erster Ehe ist der Sohn Johann Friedrich von Lepel hervorgegangen, welcher ebenfalls eine Offizierslaufbahn in der preußischen Armee bestritten hatte.